# 宇徳敬子 COMPLETE BEST 〜Single Collection〜
『宇徳敬子 COMPLETE BEST 〜Single Collection〜』（うとくけいこ・コンプリート・ベスト シングルコレクション）は宇徳敬子の2枚目のベスト・アルバム。2011年12月21日にZAIN RECORDSから発売された。

## 内容
『THE BEST "eternity"』以来8年ぶりのベスト・アルバム。
『よろこびの花が咲く〜True Kiss〜』から5年1か月ぶりとなった本作。
DISC1にはシングル表題曲及び近藤房之助とのデュエット曲「Good-by morning」、Ryuと歌ったカバー曲「Way Back Into Love」を、DISC2にはカップリング曲と瀬戸朝香に楽曲提供したセルフカバーを収録した。
宇徳にとっては、2011年に自身が参加していたB.B.クィーンズ、Mi-Ke、ソロ、3名義にてアルバムをリリースした。

## 収録曲

### Disc1
| 全作詞・作曲: 宇徳敬子（M-1、作曲:織田哲郎、M-2、作曲: 栗林誠一郎、M-3、作曲: 多々納好夫）。 |                                                                |                                                                                  |                                                                                  |                                          |      |
| #                                                                                            | タイトル                                                       | 作詞                                                                             | 作曲・編曲                                                                       | 編曲                                     | 時間 |
| 1.                                                                                           | 「あなたの夢の中 そっと忍び込みたい」                          | 宇徳敬子（M-1、作曲: 織田哲郎 、M-2、作曲: 栗林誠一郎 、M-3、作曲: 多々納好夫 ） | 宇徳敬子（M-1、作曲: 織田哲郎 、M-2、作曲: 栗林誠一郎 、M-3、作曲: 多々納好夫 ） | 葉山たけし                               | 4:52 |
| 2.                                                                                           | 「まぶしい人」                                                 | 宇徳敬子（M-1、作曲: 織田哲郎 、M-2、作曲: 栗林誠一郎 、M-3、作曲: 多々納好夫 ） | 宇徳敬子（M-1、作曲: 織田哲郎 、M-2、作曲: 栗林誠一郎 、M-3、作曲: 多々納好夫 ） | 葉山たけし                               | 4:48 |
| 3.                                                                                           | 「愛さずにはいられない」                                       | 宇徳敬子（M-1、作曲: 織田哲郎 、M-2、作曲: 栗林誠一郎 、M-3、作曲: 多々納好夫 ） | 宇徳敬子（M-1、作曲: 織田哲郎 、M-2、作曲: 栗林誠一郎 、M-3、作曲: 多々納好夫 ） | 池田大介                                 | 4:30 |
| 4.                                                                                           | 「どこまでもずっと」                                           | 宇徳敬子（M-1、作曲: 織田哲郎 、M-2、作曲: 栗林誠一郎 、M-3、作曲: 多々納好夫 ） | 宇徳敬子（M-1、作曲: 織田哲郎 、M-2、作曲: 栗林誠一郎 、M-3、作曲: 多々納好夫 ） | 明石昌夫                                 | 4:21 |
| 5.                                                                                           | 「あなたは 私の ENERGY」                                       | 宇徳敬子（M-1、作曲: 織田哲郎 、M-2、作曲: 栗林誠一郎 、M-3、作曲: 多々納好夫 ） | 宇徳敬子（M-1、作曲: 織田哲郎 、M-2、作曲: 栗林誠一郎 、M-3、作曲: 多々納好夫 ） | 池田大介                                 | 4:05 |
| 6.                                                                                           | 「不思議な世界」                                               | 宇徳敬子（M-1、作曲: 織田哲郎 、M-2、作曲: 栗林誠一郎 、M-3、作曲: 多々納好夫 ） | 宇徳敬子（M-1、作曲: 織田哲郎 、M-2、作曲: 栗林誠一郎 、M-3、作曲: 多々納好夫 ） | DIMENSION / コーラス・アレンジ: 宇徳敬子 | 5:44 |
| 7.                                                                                           | 「あなたが世界一」                                             | 宇徳敬子（M-1、作曲: 織田哲郎 、M-2、作曲: 栗林誠一郎 、M-3、作曲: 多々納好夫 ） | 宇徳敬子（M-1、作曲: 織田哲郎 、M-2、作曲: 栗林誠一郎 、M-3、作曲: 多々納好夫 ） | 池田大介、古井弘人                       | 4:46 |
| 8.                                                                                           | 「メッセージ」                                                 | 宇徳敬子（M-1、作曲: 織田哲郎 、M-2、作曲: 栗林誠一郎 、M-3、作曲: 多々納好夫 ） | 宇徳敬子（M-1、作曲: 織田哲郎 、M-2、作曲: 栗林誠一郎 、M-3、作曲: 多々納好夫 ） | 明石昌夫、UK Project                     | 5:03 |
| 9.                                                                                           | 「光と影のロマン」                                             | 宇徳敬子（M-1、作曲: 織田哲郎 、M-2、作曲: 栗林誠一郎 、M-3、作曲: 多々納好夫 ） | 宇徳敬子（M-1、作曲: 織田哲郎 、M-2、作曲: 栗林誠一郎 、M-3、作曲: 多々納好夫 ） | 池田大介                                 | 4:48 |
| 10.                                                                                          | 「満ち潮の満月」                                               | 宇徳敬子（M-1、作曲: 織田哲郎 、M-2、作曲: 栗林誠一郎 、M-3、作曲: 多々納好夫 ） | 宇徳敬子（M-1、作曲: 織田哲郎 、M-2、作曲: 栗林誠一郎 、M-3、作曲: 多々納好夫 ） | 池田大介                                 | 4:49 |
| 11.                                                                                          | 「風のように自由 〜free as the wind〜」                        | 宇徳敬子（M-1、作曲: 織田哲郎 、M-2、作曲: 栗林誠一郎 、M-3、作曲: 多々納好夫 ） | 宇徳敬子（M-1、作曲: 織田哲郎 、M-2、作曲: 栗林誠一郎 、M-3、作曲: 多々納好夫 ） | UK Project                               | 5:00 |
| 12.                                                                                          | 「Don't forget me」                                            | 宇徳敬子（M-1、作曲: 織田哲郎 、M-2、作曲: 栗林誠一郎 、M-3、作曲: 多々納好夫 ） | 宇徳敬子（M-1、作曲: 織田哲郎 、M-2、作曲: 栗林誠一郎 、M-3、作曲: 多々納好夫 ） | - / コーラスアレンジ: 宇徳敬子           | 1:57 |
| 13.                                                                                          | 「Realize」                                                    | 宇徳敬子（M-1、作曲: 織田哲郎 、M-2、作曲: 栗林誠一郎 、M-3、作曲: 多々納好夫 ） | 宇徳敬子（M-1、作曲: 織田哲郎 、M-2、作曲: 栗林誠一郎 、M-3、作曲: 多々納好夫 ） | 徳永暁人                                 | 4:57 |
| 14.                                                                                          | 「大切に想うエトセトラ」                                       | 宇徳敬子（M-1、作曲: 織田哲郎 、M-2、作曲: 栗林誠一郎 、M-3、作曲: 多々納好夫 ） | 宇徳敬子（M-1、作曲: 織田哲郎 、M-2、作曲: 栗林誠一郎 、M-3、作曲: 多々納好夫 ） | 寺地秀行                                 | 4:10 |
| 15.                                                                                          | 「Good-by morning」(作詞: 庄野真代 / 作曲: 中島薫C.A.)         | 宇徳敬子（M-1、作曲: 織田哲郎 、M-2、作曲: 栗林誠一郎 、M-3、作曲: 多々納好夫 ） | 宇徳敬子（M-1、作曲: 織田哲郎 、M-2、作曲: 栗林誠一郎 、M-3、作曲: 多々納好夫 ） | 長戸大幸                                 | 4:57 |
| 16.                                                                                          | 「Way Back Into Love feat. Ryu」(作詞・作曲: Adam Schlesinger) | 宇徳敬子（M-1、作曲: 織田哲郎 、M-2、作曲: 栗林誠一郎 、M-3、作曲: 多々納好夫 ） | 宇徳敬子（M-1、作曲: 織田哲郎 、M-2、作曲: 栗林誠一郎 、M-3、作曲: 多々納好夫 ） | -                                        | 4:27 |
| 合計時間:                                                                                    | 合計時間:                                                      | 合計時間:                                                                        | 73:14                                                                            |                                          |      |

### Disc2
| 全作詞・作曲: 宇徳敬子（M-4、作曲: 大黒摩季）。 |                                            |                                  |                                  |                                       |      |
| #                                               | タイトル                                   | 作詞                             | 作曲・編曲                       | 編曲                                  | 時間 |
| 1.                                              | 「夏の日の恋」                             | 宇徳敬子（M-4、作曲: 大黒摩季 ） | 宇徳敬子（M-4、作曲: 大黒摩季 ） | 池田大介                              | 3:24 |
| 2.                                              | 「あなた以外の彼女になりたい」             | 宇徳敬子（M-4、作曲: 大黒摩季 ） | 宇徳敬子（M-4、作曲: 大黒摩季 ） | 池田大介                              | 3:57 |
| 3.                                              | 「幸せの予感」                             | 宇徳敬子（M-4、作曲: 大黒摩季 ） | 宇徳敬子（M-4、作曲: 大黒摩季 ） | 池田大介                              | 4:20 |
| 4.                                              | 「あなたに会いたい」                       | 宇徳敬子（M-4、作曲: 大黒摩季 ） | 宇徳敬子（M-4、作曲: 大黒摩季 ） | 池田大介                              | 4:20 |
| 5.                                              | 「もしも...」                              | 宇徳敬子（M-4、作曲: 大黒摩季 ） | 宇徳敬子（M-4、作曲: 大黒摩季 ） | 池田大介                              | 4:42 |
| 6.                                              | 「恋はサディスティック」                   | 宇徳敬子（M-4、作曲: 大黒摩季 ） | 宇徳敬子（M-4、作曲: 大黒摩季 ） | 池田大介                              | 5:12 |
| 7.                                              | 「Wooo Baby」                              | 宇徳敬子（M-4、作曲: 大黒摩季 ） | 宇徳敬子（M-4、作曲: 大黒摩季 ） | 古井弘人                              | 4:30 |
| 8.                                              | 「YEAI YEAI」                              | 宇徳敬子（M-4、作曲: 大黒摩季 ） | 宇徳敬子（M-4、作曲: 大黒摩季 ） | 古井弘人、UK Project                  | 4:27 |
| 9.                                              | 「Eternity (シングル・ヴァージョン)」      | 宇徳敬子（M-4、作曲: 大黒摩季 ） | 宇徳敬子（M-4、作曲: 大黒摩季 ） | UK Project                            | 4:31 |
| 10.                                             | 「Kiss」                                   | 宇徳敬子（M-4、作曲: 大黒摩季 ） | 宇徳敬子（M-4、作曲: 大黒摩季 ） | 池田大介                              | 2:58 |
| 11.                                             | 「Higher 〜青い空ねぇ〜」                  | 宇徳敬子（M-4、作曲: 大黒摩季 ） | 宇徳敬子（M-4、作曲: 大黒摩季 ） | 池田大介                              | 4:07 |
| 12.                                             | 「ふたりのSeason」                         | 宇徳敬子（M-4、作曲: 大黒摩季 ） | 宇徳敬子（M-4、作曲: 大黒摩季 ） | 寺島良一 / コーラスアレンジ: 宇徳敬子 | 4:41 |
| 13.                                             | 「Friend」                                 | 宇徳敬子（M-4、作曲: 大黒摩季 ） | 宇徳敬子（M-4、作曲: 大黒摩季 ） | UK Project                            | 2:08 |
| 14.                                             | 「Trust me」                               | 宇徳敬子（M-4、作曲: 大黒摩季 ） | 宇徳敬子（M-4、作曲: 大黒摩季 ） | 徳永暁人                              | 3:34 |
| 15.                                             | 「泣いて」                                 | 宇徳敬子（M-4、作曲: 大黒摩季 ） | 宇徳敬子（M-4、作曲: 大黒摩季 ） | 寺地秀行                              | 5:00 |
| 16.                                             | 「この情熱はダイヤモンド」(原曲: 瀬戸朝香) | 宇徳敬子（M-4、作曲: 大黒摩季 ） | 宇徳敬子（M-4、作曲: 大黒摩季 ） | 池田大介                              | 4:24 |
| 合計時間:                                       | 合計時間:                                  | 合計時間:                        | 66:15                            |                                       |      |

### DVD
| #   | タイトル                                                                                      | 作詞 | 作曲・編曲 |
| --- | --------------------------------------------------------------------------------------------- | ---- | ---------- |
| 1.  | 「True Kiss」(Music Video)                                                                    |      |            |
| 2.  | 「蒼い時刻 (とき)」(Music Video)                                                              |      |            |
| 3.  | 「Eternity」(Music Video)                                                                     |      |            |
| 4.  | 「氷」(「NO.」特番用 スタジオライブ)                                                          |      |            |
| 5.  | 「愛の戦士 ～I'm a Fighter～」(「NO.」特番用 スタジオライブ)                                  |      |            |
| 6.  | 「Kiss」(Music Video)                                                                         |      |            |
| 7.  | 「満ち潮の満月」(Music Video)                                                                 |      |            |
| 8.  | 「あなたの夢の中 そっと忍び込みたい /【hills パン工場LIVE】」                                 |      |            |
| 9.  | 「あなたは 私の ENERGY /【hills パン工場LIVE】」                                              |      |            |
| 10. | 「メドレー /【hills パン工場LIVE】」(きれいだと言ってくれた / 愛さずにはいられない / FARAWAY) |      |            |
| 11. | 「Good-by morning /【hills パン工場LIVE】」                                                   |      |            |
| 12. | 「まぶしい人 /【hills パン工場LIVE】」                                                        |      |            |
| 13. | 「光と影のロマン /【hills パン工場LIVE】」                                                    |      |            |

### 曲解説
「Good-by morning」（原曲: サンディー）
※Solo versionと表記されているが、制作過程におけるミスに起因する収録音源の間違いがありCDに実際に収録されているのは、アルバム「砂時計」に収録のソロ・バージョンではなく、近藤房之助とデュエットしているシングルに収録しているバージョン。

## 参加ミュージシャン
- 鈴木英俊 - ギター
- 寺島良一 - ギター
- 中島正雄 - ギター
- 葉山たけし - ギター
- 増崎孝司（DIMENSION） - ギター
- 吉川忠英 - アコースティック・ギター
- 明石昌夫 - ベース
- 岡沢章 - ベース
- 徳永暁人 - ベース、プログラミング、コーラス
- 渡辺直樹 - ベース
- 青山純 - ドラム
- DENNY FONGHEISER - ドラム
- 渡嘉敷祐一 - ドラム
- 池田大介 - キーボード
- 小野塚晃（DIMENSION） - ピアノ
- 小島良喜 - ピアノ
- 寺尾広 - ピアノ・オルガン
- 中西康晴 - ピアノ
- 勝田一樹（DIMENSION） - サックス
- 古村敏比古 - サックス
- 木幡光邦 - トランペット
- 佐々木史郎 - トランペット
- 中路英明 - トロンボーン
- 篠崎正嗣ストリングス - ストリングスセクション
- TAMA Music Strings - ストリングスセクション